# Alycia Moulton
Pour les articles homonymes, voir Moulton.
Alycia Moulton (née le 18 février 1961) est une joueuse de tennis américaine, professionnelle de 1978 à 1988.

## Palmarès

### Titres en simple dames
| No | Date       | Nom et lieu du tournoi                    | Catégorie | Dotation  | Surface         | Finaliste     | Score    |          |
| -- | ---------- | ----------------------------------------- | --------- | --------- | --------------- | ------------- | -------- | -------- |
| 1  | 21-02-1983 | Ginny of Ridgewood, Ridgewood             |           | 50 000 $  | Moquette (int.) | Catrin Jexell | 6-4, 6-2 | Parcours |
| 2  | 11-07-1983 | Virginia Slims Hall of Fame, Newport (RI) |           | 100 000 $ | Gazon (ext.)    | Kim Jones     | 6-3, 6-2 | Parcours |

### Finales en simple dames
| No | Date       | Nom et lieu du tournoi           | Catégorie | Dotation  | Surface      | Vainqueure       | Score    |          |
| -- | ---------- | -------------------------------- | --------- | --------- | ------------ | ---------------- | -------- | -------- |
| 1  | 01-11-1982 | Seiko Classic, Hong Kong         | Series 2  | 50 000 $  | Terre (ext.) | Catrin Jexell    | 6-3, 7-5 | Parcours |
| 2  | 06-06-1983 | Edgbaston Cup, Birmingham        |           | 100 000 $ | Gazon (ext.) | Billie Jean King | 6-0, 7-5 | Parcours |
| 3  | 20-08-1984 | Player’s Canadian Open, Montréal |           | 200 000 $ | Dur (ext.)   | Chris Evert      | 6-2, 7-6 | Parcours |

### Titres en double dames
| No | Date       | Nom et lieu du tournoi                 | Catégorie  | Dotation  | Surface         | Partenaire   | Finalistes                     | Score         |          |
| -- | ---------- | -------------------------------------- | ---------- | --------- | --------------- | ------------ | ------------------------------ | ------------- | -------- |
| 1  | 01-11-1982 | Seiko Classic Hong Kong                | Series 2   | 50 000 $  | Terre (ext.)    | Laura duPont | Jennifer Mundel Yvonne Vermaak | 6-2, 4-6, 7-5 | Parcours |
| 2  | 25-04-1983 | Virginia Slims of Atlanta Atlanta      |            | 150 000 $ | Dur (ext.)      | Sharon Walsh | Rosie Casals Wendy Turnbull    | 6-3, 7-6      | Parcours |
| 3  | 30-07-1984 | Virginia Slims of Newport Newport (RI) | VS Tour C3 | 150 000 $ | Gazon (ext.)    | Paula Smith  | Lea Antonoplis Beverly Mould   | 7-5, 7-6      | Parcours |
| 4  | 22-10-1984 | Daihatsu Challenge Brighton            |            | 175 000 $ | Moquette (int.) | Paula Smith  | Barbara Potter Sharon Walsh    | 6-7, 6-3, 7-5 | Parcours |
| 5  | 21-07-1986 | North Face Open Berkeley               |            | 50 000 $  | Dur (ext.)      | Beth Herr    | Amy Holton Elna Reinach        | 6-1, 6-2      | Parcours |
| 6  | 28-07-1986 | Virginia Slims of San Diego San Diego  |            | 75 000 $  | Dur (ext.)      | Beth Herr    | Elise Burgin Rosalyn Fairbank  | 5-7, 6-2, 6-4 | Parcours |

### Finales en double dames
| No | Date       | Nom et lieu du tournoi               | Catégorie  | Dotation  | Surface         | Vainqueures                     | Partenaire   | Score         |          |
| -- | ---------- | ------------------------------------ | ---------- | --------- | --------------- | ------------------------------- | ------------ | ------------- | -------- |
| 1  | 28-02-1983 | Ginny of Nashville Nashville         |            | 50 000 $  | Moquette (int.) | Rosalyn Fairbank Candy Reynolds | Paula Smith  | 6-4, 7-6      | Parcours |
| 2  | 09-01-1984 | Virginia Slims of California Oakland | VS Tour C3 | 150 000 $ | Moquette (int.) | Martina Navrátilová Pam Shriver | Rosie Casals | 6-2, 6-3      | Parcours |
| 3  | 10-06-1985 | Edgbaston Cup Birmingham             |            | 125 000 $ | Gazon (ext.)    | Terry Holladay Sharon Walsh     | Elise Burgin | 6-4, 5-7, 6-3 | Parcours |
| 4  | 24-03-1986 | Virginia Slims of Arizona Phoenix    |            | 75 000 $  | Dur (int.)      | Susan Mascarin Betsy Nagelsen   | Linda Gates  | 6-3, 5-7, 6-4 | Parcours |
| 5  | 06-10-1986 | European Indoors Zurich              |            | 150 000 $ | Moquette (int.) | Steffi Graf Gabriela Sabatini   | Lori McNeil  | 1-6, 6-4, 6-4 | Parcours |

## Parcours en Grand Chelem

### En simple dames
| Année | Open d'Australie (janvier) | Open d'Australie (janvier) | Internationaux de France | Internationaux de France | Wimbledon       | Wimbledon       | US Open         | US Open          | Open d'Australie (décembre) | Open d'Australie (décembre) |
| ----- | -------------------------- | -------------------------- | ------------------------ | ------------------------ | --------------- | --------------- | --------------- | ---------------- | --------------------------- | --------------------------- |
| 1978  | n/a                        | n/a                        | -                        | -                        | -               | -               | 1er tour (1/64) | Jeanne Evert     | -                           | -                           |
| 1979  | n/a                        | n/a                        | -                        | -                        | 2e tour (1/32)  | Kathy May       | 2e tour (1/32)  | M. Navrátilová   | -                           | -                           |
| 1980  | n/a                        | n/a                        | -                        | -                        | 1er tour (1/64) | Tracy Austin    | 1er tour (1/64) | Pam Shriver      | -                           | -                           |
| 1981  | n/a                        | n/a                        | -                        | -                        | -               | -               | 3e tour (1/16)  | Chris Evert      | -                           | -                           |
| 1982  | n/a                        | n/a                        | -                        | -                        | 2e tour (1/32)  | Tracy Austin    | 3e tour (1/16)  | Rosalyn Fairbank | 2e tour (1/16)              | Andrea Jaeger               |
| 1983  | n/a                        | n/a                        | 2e tour (1/32)           | Jo Durie                 | 1er tour (1/64) | Chris Evert     | 2e tour (1/32)  | Chris Evert      | 3e tour (1/8)               | Jo Durie                    |
| 1984  | n/a                        | n/a                        | 1er tour (1/64)          | Petra Huber              | 2e tour (1/32)  | Iva Budařová    | 1er tour (1/64) | Debbie Spence    | 1er tour (1/32)             | Elizabeth Minter            |
| 1985  | n/a                        | n/a                        | -                        | -                        | 3e tour (1/16)  | Kathy Rinaldi   | 4e tour (1/8)   | Pam Shriver      | 1er tour (1/32)             | Masako Yanagi               |
| 1986  | n/a                        | n/a                        | 1er tour (1/64)          | Catherine Suire          | 2e tour (1/32)  | C. Kohde-Kilsch | 2e tour (1/32)  | Wendy Turnbull   | n/a                         | n/a                         |
| 1987  | 2e tour (1/32)             | Pam Shriver                | -                        | -                        | 3e tour (1/16)  | MJ Fernández    | 1er tour (1/64) | C. Kohde-Kilsch  | n/a                         | n/a                         |

À droite du résultat, l’ultime adversaire.

### En double dames
| Année | Open d'Australie (janvier)   | Open d'Australie (janvier) | Internationaux de France    | Internationaux de France | Wimbledon                  | Wimbledon                 | US Open                     | US Open                    | Open d'Australie (décembre)   | Open d'Australie (décembre) |
| ----- | ---------------------------- | -------------------------- | --------------------------- | ------------------------ | -------------------------- | ------------------------- | --------------------------- | -------------------------- | ----------------------------- | --------------------------- |
| 1978  | n/a                          | n/a                        | -                           | -                        | -                          | -                         | 2e tour (1/16) H. Ludloff   | Chris O'Neil Paula Smith   | -                             | -                           |
| 1979  | n/a                          | n/a                        | -                           | -                        | 1er tour (1/32) B. Jordan  | Tanya Harford Anne Hobbs  | 3e tour (1/8) M. L. Piatek  | Betty Stöve W. Turnbull    | -                             | -                           |
| 1980  | n/a                          | n/a                        | -                           | -                        | -                          | -                         | 2e tour (1/16) M. L. Piatek | Andrea Jaeger R. Maršíková | -                             | -                           |
| 1981  | n/a                          | n/a                        | -                           | -                        | -                          | -                         | 1er tour (1/32) C. Copeland | J. Goodling J. Harrington  | -                             | -                           |
| 1982  | n/a                          | n/a                        | -                           | -                        | 1/4 de finale Elise Burgin | Kathy Jordan Anne Smith   | 2e tour (1/16) Elise Burgin | Penny Barg Beth Herr       | 1er tour (1/16) Petra Delhees | Jo Durie R. Fairbank        |
| 1983  | n/a                          | n/a                        | 1/4 de finale S. Mascarin   | R. Fairbank C. Reynolds  | 3e tour (1/8) Elise Burgin | Kohde-Kilsch Eva Pfaff    | 3e tour (1/8) Paula Smith   | Mima Jaušovec Kathy Jordan | 1/4 de finale Paula Smith     | Kathy Jordan B. Potter      |
| 1984  | n/a                          | n/a                        | 3e tour (1/8) Sandy Collins | Navrátilová Pam Shriver  | 3e tour (1/8) G. Fernández | B. Potter Sharon Walsh    | 1/4 de finale Paula Smith   | C. Jolissaint M. Mesker    | 1er tour (1/16) Paula Smith   | S. Cherneva L. Savchenko    |
| 1985  | n/a                          | n/a                        | -                           | -                        | 3e tour (1/8) Elise Burgin | H. Mandlíková W. Turnbull | 2e tour (1/16) Elise Burgin | Patty Fendick Hetherington | 1/4 de finale Linda Gates     | Kohde-Kilsch Helena Suková  |
| 1986  | n/a                          | n/a                        | 1/4 de finale Kathy Jordan  | Navrátilová A. Temesvári | 3e tour (1/8) Kathy Jordan | H. Mandlíková W. Turnbull | 3e tour (1/8) Anne White    | Steffi Graf G. Sabatini    | n/a                           | n/a                         |
| 1987  | 1er tour (1/16) Van Nostrand | G. Fernández Robin White   | -                           | -                        | 2e tour (1/16) Beth Herr   | B. Cordwell Anne Minter   | 1er tour (1/32) Beth Herr   | Kathy Jordan E. Smylie     | n/a                           | n/a                         |

Sous le résultat, la partenaire ; à droite, l’ultime équipe adverse.

### En double mixte
| Année | Open d'Australie (janvier), | Open d'Australie (janvier), | Internationaux de France | Internationaux de France | Wimbledon                    | Wimbledon                 | US Open                     | US Open                     | Open d'Australie (décembre), | Open d'Australie (décembre), |
| ----- | --------------------------- | --------------------------- | ------------------------ | ------------------------ | ---------------------------- | ------------------------- | --------------------------- | --------------------------- | ---------------------------- | ---------------------------- |
| 1980  | n/a                         | n/a                         | -                        | -                        | -                            | -                         | 1er tour (1/16) Butch Walts | Rayni Fox Van Winitsky      | n/a                          | n/a                          |
| 1982  | n/a                         | n/a                         | -                        | -                        | -                            | -                         | 2e tour (1/8) Scott Davis   | B. Potter Ferdi Taygan      | n/a                          | n/a                          |
| 1983  | n/a                         | n/a                         | -                        | -                        | -                            | -                         | 1er tour (1/16) Scott Davis | Zina Garrison Rodney Harmon | n/a                          | n/a                          |
| 1984  | n/a                         | n/a                         | -                        | -                        | 1er tour (1/32) Lloyd Bourne | Kathy Jordan Steve Denton | 2e tour (1/16) Lloyd Bourne | M. L. Piatek Robert Seguso  | n/a                          | n/a                          |
| 1986  | n/a                         | n/a                         | -                        | -                        | 1er tour (1/32) Lloyd Bourne | R. Reggi Sergio Casal     | -                           | -                           | n/a                          | n/a                          |
| 1987  | 1er tour (1/16) Bob Green   | D. Balestrat Peter Doohan   | -                        | -                        | -                            | -                         | -                           | -                           | n/a                          | n/a                          |

Sous le résultat, le partenaire ; à droite, l’ultime équipe adverse.

## Parcours aux Masters

### En double dames
| # | Date       | Nom de l'édition                      | ($)     | Surface         | Résultat      | Partenaire  | Ultimes adversaires             | Score         |          |
| - | ---------- | ------------------------------------- | ------- | --------------- | ------------- | ----------- | ------------------------------- | ------------- | -------- |
| 1 | 18/03/1985 | Virginia Slims Championships New York | 500,000 | Moquette (int.) | 1/4 de finale | Paula Smith | Rosalyn Fairbank Candy Reynolds | 6-2, 4-6, 6-1 | Parcours |

## Classements WTA

### Classements en simple en fin de saison
| Année | 1983 | 1986 | 1987 |
| Rang  | 33   | 34   | 52   |

Source : (en) « Classements de Alycia Moulton », sur le site officiel du WTA Tour